# 锌孔雀石
锌孔雀石（英語：Rosasite）是一种碳酸盐矿物，用作锌和铜矿石的潜力很小。在化学上，它是一种铜锌碳酸盐氢氧化物，铜锌比为3:2，出现在铜锌矿床的二次氧化带中。它最初于1908年在意大利撒丁岛的罗萨斯矿发现，并以该地点命名。纤维状蓝绿色蔷薇石晶体发现于球状聚集体中，通常与红色褐铁矿和其他彩色矿物有关。它与绿铜锌矿非常相似，但可以通过其优越的硬度来区分。